# Indonemoura langtangi
Indonemoura langtangi är en bäcksländeart som beskrevs av Ignac Sivec 1980. Indonemoura langtangi ingår i släktet Indonemoura och familjen kryssbäcksländor. Inga underarter finns listade i Catalogue of Life.